# Eric Barclay
Eric Barclay (1894 – 1938) foi um ator sueco da era do cinema mudo. Barclay tornou-se um ator proeminente em filmes mudos franceses do início da década de 1920, muitas vezes trabalhando com o diretor Jacques de Baroncelli. Ele também atuou em filmes alemães e britânicos e também de seu país natal, Suécia.

## Filmografia selecionada
- 1925 – Polis Paulus' påskasmäll
- 1926 – Faust
- 1930 – Charlotte Löwensköld
- 1931 – Hans Majestät får vänta
- 1934 – Kungliga Johansson